# Oxyropsis wrightiana
Oxyropsis wrightiana är en fiskart som beskrevs av Eigenmann och Eigenmann, 1889. Oxyropsis wrightiana ingår i släktet Oxyropsis och familjen Loricariidae. IUCN kategoriserar arten globalt som livskraftig. Inga underarter finns listade i Catalogue of Life.